# رشاد أحمد الرصاص
رشاد احمد الرصاص من مواليد محافظة إب عين وزيرا للدولة لشئون مجلسي النواب والشورى في اليمن بتاريخ 7 ديسمبر 2011 م(( حكومة الوفاق الوطني )).

## المناصب التي تولاها
• مدير عام شئون مجلس النواب 1996-1997م
•وكيل وزارة الشئون القانونية لشئون مجلس النواب 1997-2001م
• امين عام للجنة العليا للانتخابات والاستفتاء 2001-2003م
- عين وزيراً للشؤون القانونية 17 مايو 2003م.
- عين وزيراً لشؤون مجلسي النواب والشورى 11 فبراير 2006م.
- عين وزيراً للشؤون القانونية في التشكيل الحكومي 5 إبريل 2007م.